# 2012년 일본 자유민주당 총재 선거
2012년 자유민주당 총재 선거(일본어: 2012年自由民主党総裁選挙)는 다니가키 사다카즈 총재의 임기가 만료됨에 따라 후임을 선출하기 위해 2012년 9월 26일 실시되었다.

## 개요
다니가키 사다카즈 총재가 임기를 끝까지 채우게 되면서 후임 총재 선거일은 사전에 확정한 상태였지만, 2012년 8월 8일에 열린 다니가키 자민당 총재, 노다 요시히코 총리 (민주당 대표), 야마구치 나쓰오 공명당 대표 간의 3당 당수 회담에서 사회보장 법안과 소비세 인상 법안의 국회 처리를 놓고 "관련 법안이 통과된 뒤 조만간 국민의 신임을 묻는다", 즉 중의원 해산에 3당이 합의하면서 자민당의 총재 선거에 영향을 주게 되었다. 이 때문에 해산 총선거와 총재 선거의 시기를 둘러싸고 파벌 간의 갈등이 벌어지기도 했으나, 자민당의 총재 선거와 비슷한 시기에 열리는 민주당 대표 선거의 일정과 겹치는 것을 막기 위해 본래의 총재 선거 일정보다 조금 앞당겨 "9월 14일 선거 고시, 26일 투개표"라는 일정으로 결정되었다.
당초 다니가키 총재는 총재 재선에 강한 의욕을 보였으나, 총재의 2인자로 불리면서 다니가키 총재를 지지해왔던 이시하라 노부테루 간사장과의 단일화 실패로 다니가키의 파벌이 다니가키를 지지하지 않기로 했고 모리 요시로 등 당의 중진들도 이시하라를 지지하면서 결국 9월 10일 "당 지도부에서 총재와 간사장이 함께 입후보하는 것은 좋지 않다" 며 총재 선거 불출마를 선언했다.
자민당 내에서 영향력 있는 파벌 중 하나인 "세이와 정책연구회(清和政策研究会)" 에서는 당초 아베 신조가 후보로 나섰으나, 같은 파벌에서 다른 의원들의 자중 요청에도 불구하고 마치무라 노부타카가 출마하면서 파벌이 분열되었다. 세이와 정책연구회에서는 마치무라가 정신적인 지주 역할을 하였기에, 같은 파벌인 아베의 입장에서는 자신의 파벌에서 충분한 표를 확보하지 못하는 불리한 상황이 되었다.
총재 선거전이 시작되면서 자민당 내 파벌의 영향력에서 어느 정도 자유로운 편에 속했던 이시바 시게루가 유력 후보로 부상하기 시작했고 총재 선거 출마를 선언했다. 이시바에 이어 아베 신조, 이시하라 노부테루, 마치무라 노부타카, 하야시 요시마사도 선거에 출마했다.
9월 26일에 실시된 투표에서 이시바 시게루가 1위를 차지했다. 그러나 과반 득표를 하지 못해 1위인 이시바 시게루와 2위인 아베 신조를 대상으로 결선투표를 진행했다. 결선투표에서 이시바와 아베로 후보가 압축되자, 파벌을 떠나 아베 신조의 복귀를 바랬던 의원들과 몇몇 다른 파벌들이 경험이 적은 이시바보다 내각에서 일해본 경험이 있는 아베를 지지하기로 결정하면서 결선투표에서 표가 역전되어 아베 신조가 후임 총재로 당선되었다.

## 표 산출 방식
- 중의원 의원 투표 : 총 116표 (1인 1표)
- 참의원 의원 투표 : 총 82표 (1인 1표)
- 당원 투표 : 총 300표
  - 141표 : 각 도도부현 지부 연합회 대표 3명 (1인 1표) × 47개 도도부현
  - 159표 : 일반 당원 투표에서의 후보별 득표율에 따라 환산하여 배분

## 선거 결과

### 1차 투표
| 후보자            | 국회의원 투표 | 국회의원 투표 | 당원 투표  | 당원 투표 | 합계   | 합계   | 결과           |  |
| 후보자            | 득표수        | 득표율        | 득표수     | 득표율    | 득표수 | 득표율 | 결과           |  |
| ----------------- | ------------- | ------------- | ---------- | --------- | ------ | ------ | -------------- |  |
| 이시바 시게루     | 34            | 17.3%         | 165 (환산) | 55.0%     | 199    | 40.0%  | 1위(결선 진출) |  |
| 아베 신조         | 54            | 27.4%         | 87 (환산)  | 29.0%     | 141    | 28.4%  | 2위(결선 진출) |  |
| 이시하라 노부테루 | 58            | 29.4%         | 38 (환산)  | 12.7%     | 96     | 19.3%  | 3위            |  |
| 마치무라 노부타카 | 27            | 13.7%         | 7 (환산)   | 2.3%      | 34     | 6.8%   | 4위            |  |
| 하야시 요시마사   | 24            | 12.2%         | 3 (환산)   | 1.0%      | 27     | 5.4%   | 5위            |  |
| 무효표            | 1             | -             | -          | -         | 1      | -      |                |  |
| 합계              | 198           | -             | 300 (환산) | -         | 498    | -      |                |  |

### 결선 투표
| 후보자        | 국회의원 투표 | 국회의원 투표 | 결과      |  |
| 후보자        | 득표수        | 득표율        | 결과      |  |
| ------------- | ------------- | ------------- | --------- |  |
| 아베 신조     | 108           | 54.8%         | 1위(당선) |  |
| 이시바 시게루 | 89            | 45.2%         | 2위       |  |
| 무효표        | 1             | -             |           |  |
| 합계          | 198           | -             |           |  |